# Laufhühnchen
Die Laufhühnchen oder Kampfwachteln (Turnicidae) bilden eine Familie aus der Ordnung der Regenpfeiferartigen, die äußerlich Wachteln und verwandten Vertretern der Hühnervögel ähneln. Es handelt sich um Vögel der Grasländer Asiens, Afrikas und Australiens, bei denen die Weibchen dominant sind.

## Merkmale
Äußerlich sehen Laufhühnchen den zu den Hühnervögeln gehörenden Wachteln sehr ähnlich. Es sind kleine, bodenbewohnende Vögel mit einer Länge von 10 bis 23 cm und einem Gewicht von 20 bis 130 g. Sie sind plump gebaut, haben kräftige Füße, einen kurzen Schwanz und einen kurzen Schnabel. Der Schnabel ist uneinheitlich geformt: schlank und spitz bei den hauptsächlich insektenfressenden Arten, dick und stumpf bei den Körnerfressern. Der Fuß ist tridaktyl, hat also drei nach vorne weisende Zehen und keine Hinterzehe. Dies ist ein deutlicher Unterschied zur Anisodaktylie (vier Zehen, davon eine Hinterzehe) der Hühnervögel.
Das Gefieder ist in unauffälligen Farben gehalten. Braun- und Grautöne herrschen vor, oft mit einer schwarzen Strichelung oder Marmorierung. Die Färbung gewährleistet eine wirksame Tarnung, so dass die Vögel auf dem Boden schwer auszumachen sind. Die Unterseite ist stets heller gefärbt. Bei Weibchen ist der Kontrast zwischen schwarzen und grauen bzw. braunen Gefiederteilen wesentlich ausgeprägter als beim Männchen.
Auch sonst zeigen Laufhühnchen einen umgekehrten Sexualdimorphismus. Das Weibchen ist deutlich größer, vor allem aber gibt es deutliche Unterschiede in der inneren Anatomie: Beim Weibchen sind Luftröhre und Speiseröhre deutlich vergrößert. Die verbreiterte Luftröhre dient zum Erzeugen weittragender Laute, dabei wird die Speiseröhre als Resonanzkörper genutzt. Diese Laute werden mit geschlossenem Schnabel ausgestoßen und erschallen je nach Art als taubenartiges Gurren, dumpfes Dröhnen oder rinderartiges Muhen. Sie sind auf weite Entfernungen hörbar, aber schwer zu orten. Männchen haben keine derartig gestalteten Organe und sind nicht fähig, diese Laute auszustoßen. Sie geben aber – wie Weibchen auch – gackernde oder leise pfeifende Laute von sich.
Laufhühnchen sind flugfähig und nutzen diese Fähigkeit in viel stärkerem Maße als Hühnervögel. Ihr flatternder Flug ist wenig wendig, aber die Vögel sind ausdauernd und können lange Strecken ziehen. Dies tun sie aber ausschließlich nachts. Am Tage fliegen Laufhühnchen nur, wenn Gefahr droht. Als Grund für dieses Verhalten wird angenommen, dass der schwerfällige Flug die Laufhühnchen für Räuber angreifbarer macht und diese Gefahr in der Nacht geringer ist.
Kennzeichnend für viele, aber nicht alle Arten der Laufhühnchen ist auch eine eigentümliche Fortbewegungsweise. Dabei halten die Vögel zwischendurch inne und bewegen den Körper immer wieder vor und zurück, bevor sie den Fuß einen weiteren Schritt vorsetzen. Diese zögernde Fortbewegung erinnert am ehesten an Chamäleons.

## Verbreitung und Lebensraum

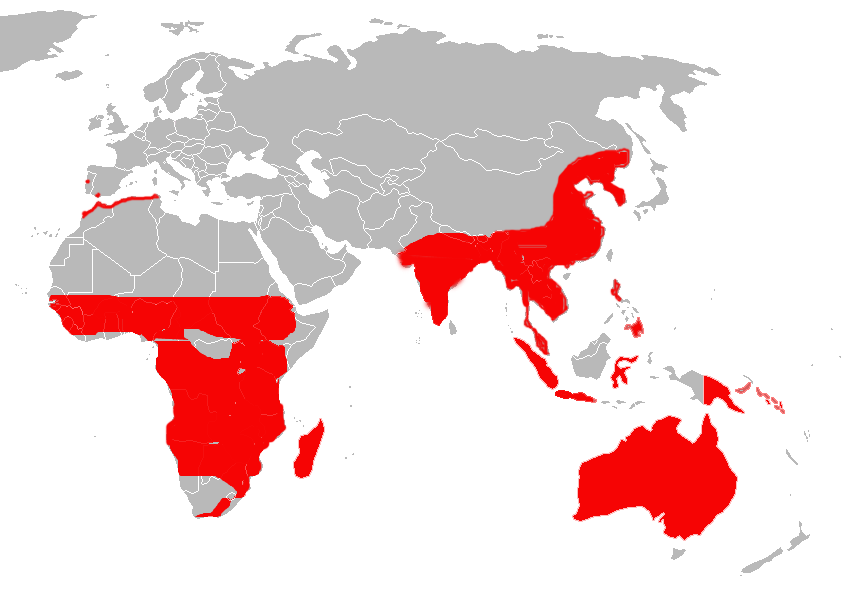
Verbreitungsgebiet

Laufhühnchen leben hauptsächlich in den warmen Teilen der Alten Welt. Drei Arten bewohnen Afrika südlich der Sahara, eine die Insel Madagaskar, fünf das südliche und östliche Asien und acht die australisch-ozeanische Region. Als einzige Art ist das gemeine Laufhühnchen auch in Europa vertreten, nämlich relikthaft im Süden Spaniens und Portugals. Auch diese Art hat ihr Haupt-Verbreitungsgebiet aber in Afrika und Asien.
Den Lebensraum bilden offene Habitate wie Savannen und Halbwüsten. Die Verfügbarkeit von Wasser ist bei vielen Arten keine Voraussetzung, da sie genug Flüssigkeit aus der Nahrung ziehen. Im Gefolge des Menschen haben Laufhühnchen auch landwirtschaftlich genutzte Flächen als Lebensraum angenommen. Eine Ausnahme ist das Schwarzbrust-Laufhühnchen, das offene Flächen meidet und im dichten australischen Regenwald lebt.
Unter den Laufhühnchen gibt es Stand- wie Zugvögel. Auch die sesshaften Arten streifen allerdings weit umher. Echte Zugvögel sind etwa das Rotnacken-Laufhühnchen, dessen nördliche Populationen aus Korea und Nordchina nach Südostasien ziehen, und das Buntlaufhühnchen, das aus Victoria in nördlichere Gebiete Australiens zieht. Während des Zugs findet man viele Laufhühnchen in Habitaten, die für die jeweiligen Arten eigentlich atypisch sind.

## Lebensweise

### Aktivität
Laufhühnchen sind vor allem tagaktiv. Die Nahrungssuche findet immer am Tage statt, und zwar bevorzugt in den frühen Morgen- und späten Abendstunden. Nachts werden Wanderungen unternommen, so bei den Zugvögeln unter den Laufhühnchen. In Zeiten ohne Migrationen schlafen Laufhühnchen in der Nacht am Boden. Als Schlafplätze dienen Mulden am Boden.
Da sich Laufhühnchen auf ihre Tarnfarben verlassen, bleiben sie beim Nahen von Feinden bewegungslos am Boden. Erst bei äußerster Gefahr fliegen sie mit einem explosionsartigen Start auf. Wegen ihrer heimlichen Lebensweise werden Laufhühnchen selten gesehen und sind wenig bekannt. Am ehesten werden die Lautäußerungen der Weibchen wahrgenommen.

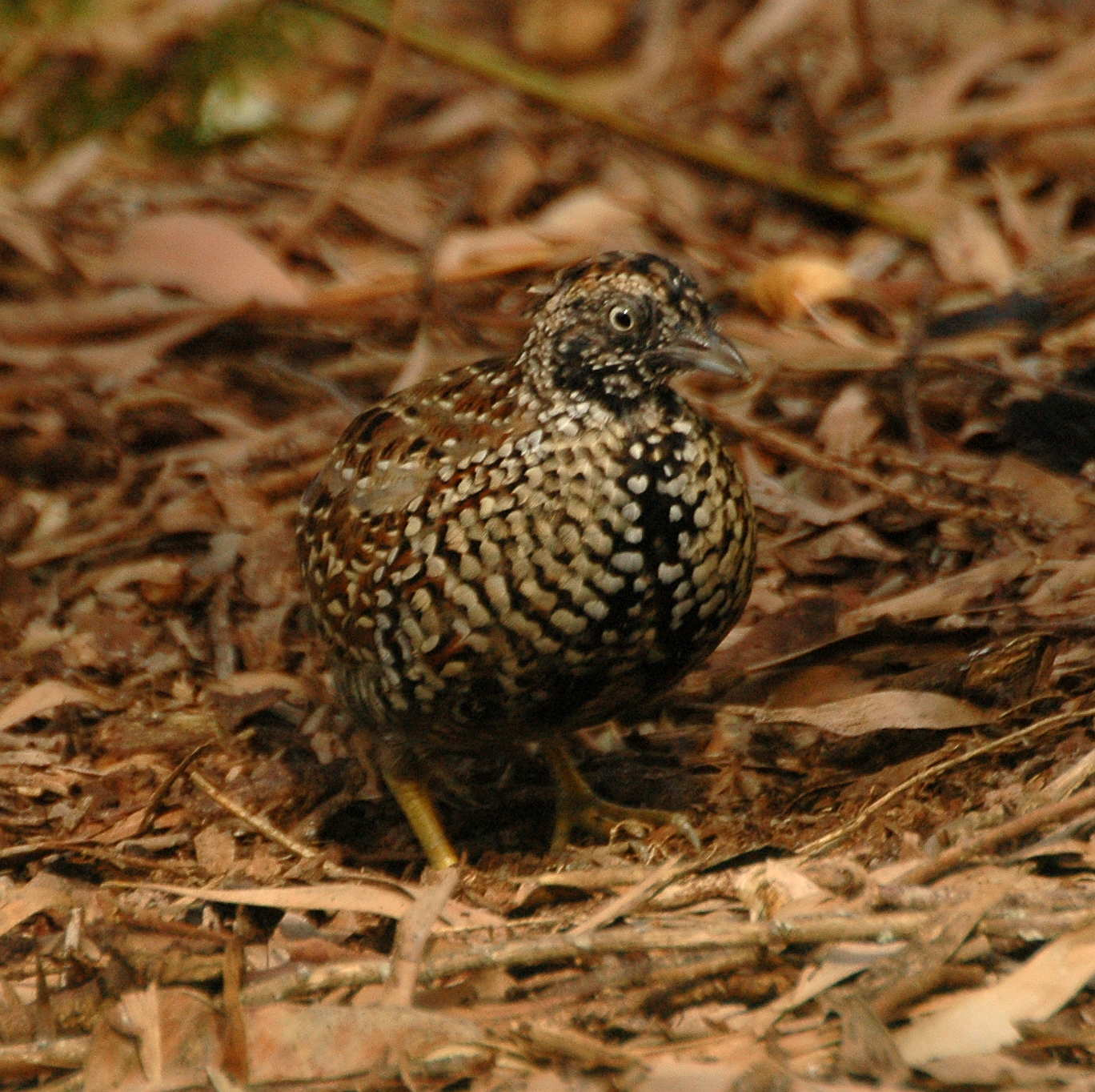
Das Schwarzbrust-Laufhühnchen (Turnix melanogaster) bewohnt als einzige Art der Familie den Regenwald

### Nahrung
Laufhühnchen sind nicht spezialisiert, was ihre Nahrung angeht, und fressen sowohl Pflanzen als auch Tiere. Bei den Pflanzen dienen vor allem Samen, daneben auch Knospen, Beeren und Triebe als Nahrung, bei den Tieren fast ausschließlich Insekten. Gerade in ariden Regionen bilden Termiten einen großen Teil der Nahrung. Während keine Art auf eine bestimmte Nahrung spezialisiert ist, gibt es doch unterschiedliche Präferenzen; manche Arten fressen überwiegend Insekten, andere überwiegend Körner.
Viele Arten der Laufhühnchen haben bei der Nahrungssuche eine bemerkenswerte Art, im Boden zu scharren. Hierbei wird nur ein Fuß verwendet, während der Vogel sich auf einem Bein hüpfend um die eigene Achse dreht.
Sand und kleine Steine werden geschluckt, um bei der Verdauung der Nahrung zu helfen (Gastrolithen). Ist Wasser verfügbar, wird es von Laufhühnchen genutzt, in ariden Regionen können sie aber auch ohne Wasser auskommen und ziehen dann den Flüssigkeitsbedarf aus der Nahrung.

### Fortpflanzung
Der umgekehrte Sexualdimorphismus der Laufhühnchen zeigt sich auch bei der Fortpflanzung, wo die Weibchen in jeder Hinsicht die aktiveren Partner sind und die Rolle übernehmen, die bei den meisten anderen Vögeln dem Männchen zufällt, und umgekehrt. Weibchen sind aktiv bei Partnersuche und Balz, den Männchen fällt hauptsächlich die Bebrütung der Eier und die Aufzucht der Jungen zu. Während bei einigen Arten eine saisonale Monogamie vorkommt (zum Beispiel auch beim gemeinen Laufhühnchen), ist die vorherrschende Fortpflanzungsstrategie in der Familie die Polyandrie, wobei ein Weibchen sich in einer Brutzeit mit mehreren Männchen paart.
Bei den monogamen Arten beteiligt sich das Weibchen zumindest in der frühen Phase, manchmal auch bis zum Abschluss an der Brut, sowie sehr selten auch an der Jungenaufzucht. Bei den Arten mit Polyandrie sucht das Weibchen nach der Eiablage ein neues Männchen, während es das gesamte Brutgeschäft dem Männchen überlässt. Diese Arten können in einer Saison bis zu siebenmal Eier von verschiedenen Männchen legen. Die Brutzeit fällt bei Arten der gemäßigten Zonen in den Frühling und Sommer, bei tropischen Arten in die Regenzeit.
Bei der Balz stoßen die Weibchen ihre dröhnenden Rufe aus. Sie halten dabei ein Revier aufrecht, das sie aggressiv gegen andere Weibchen verteidigen. Wird ein Männchen angelockt, kommt es zu einer kurzen Paarungszeremonie, in deren Verlauf der oben beschriebene zögernde Gang, gegenseitiges Putzen und Übergabe von Nahrung vom Weibchen an das Männchen vorkommt. Ebenso kommt es mehrfach zu einer Scheinbegattung, bei der das Weibchen das Männchen besteigt. Diese geht der eigentlichen Begattung voraus, bei der das Männchen auf das Weibchen steigt.
Als Nest wird eine kleine Mulde unter einem Strauch ausgetreten, die mit Gras ausgelegt wird. Die Eier haben eine Größe zwischen 18 × 15 mm und 29 × 24 mm. Sie sind weiß oder beige gefärbt und tragen zahlreiche dunkle Flecken. Das Gelege besteht beim Lerchen-Laufhühnchen aus zwei Eiern, bei allen anderen Arten aus vier bis fünf, in seltenen Fällen auch bis zu sieben Eiern. Sie werden zwölf bis fünfzehn Tage bebrütet. Das ist die kürzeste Brutdauer aller Nestflüchter unter den Vögeln.
Die Küken kommen im Daunenkleid zur Welt und folgen sofort dem Männchen. Eine Woche lang werden sie gefüttert, ehe sie selbständig Nahrung suchen können. Bei Gefahr fallen die Küken in eine Starre, während das Männchen durch Vortäuschung einer Verletzung die Aufmerksamkeit des Angreifers auf sich zieht. Schon mit zwei Wochen sind die sehr schnell wachsenden Jungen flugfähig, mit vier Wochen sind sie völlig selbständig.
Laufhühnchen haben nur eine geringe Lebenserwartung. Wegen der Vielzahl von Feinden (v. a. Greifvögel, kleine Raubtiere) werden sie nur selten älter als zwei bis drei Jahre. Diesen Nachteil machen sie mit einer hohen Vermehrungsrate wett. Die potenzielle Lebensdauer bei Abwesenheit von Feinden ist sehr viel höher. So wurden Laufhühnchen in Gefangenschaft bis zu neun Jahre alt.

## Stammesgeschichte
Der früheste bekannte Vertreter der Laufhühnchen ist Turnipax oechslerorum aus dem Oligozän Deutschlands. Diese Art wurde erst 2007 nach dem Fund eines postkranialen (= vollständig ohne Schädel) Skeletts den Laufhühnchen zugeordnet. Das Skelett vermittelt in den Merkmalen zwischen Regenpfeiferartigen und modernen Laufhühnchen.
Von dieser Art abgesehen sind keine fossilen Laufhühnchen bekannt, die älter als das Pleistozän sind.

## Systematik

### Äußere Systematik
Äußerlich ähneln Laufhühnchen den Hühnervögeln und wurden diesen anfangs auch zugeordnet. Dass keine Verwandtschaft besteht, wurde aber früh erkannt, da die innere Anatomie vollkommen anders ist. In der Vergangenheit wurden Laufhühnchen auch den Flughühnern, Tauben und Sperlingsvögeln zugeordnet, vor allem aber den Kranichvögeln, da man in ihnen rallenartige Merkmale zu erkennen glaubte. Später wurden sie in eine eigene Ordnung gestellt, die Turniciformes. Neuerdings gibt es Hinweise auf eine Verwandtschaft mit den Regenpfeiferartigen (Charadriiformes), die durch den Skelettfund von Turnipax (siehe Stammesgeschichte) bestätigt wurden. Das International Ornithological Committee ordnet die Laufhühnchen deshalb heute den Regenpfeiferartigen zu.
Der Steppenläufer (Pedionomus torquatus), der in der Vergangenheit oft als Angehöriger oder enger Verwandter der Laufhühnchen angesehen wurde, ist nach heutiger Lehrmeinung nicht mit ihnen verwandt.

### Innere Systematik

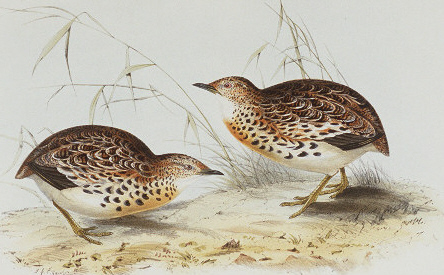
Zeichnung des gemeinen Laufhühnchens, der einzigen auf europäischem Boden vorkommenden Art

Zwei Gattungen werden zu den Laufhühnchen gezählt: Ortyxelos mit nur einer Art, dem kleinen Lerchenlaufhühnchen, und Turnix mit den übrigen fünfzehn Arten.
- Turnix
  - Laufhühnchen (Turnix sylvatica), Afrika und Südasien
  - Fleckenlaufhühnchen (Turnix maculosa), nördl. Australien, Neuguinea, Salomonen, Indonesien östlich der Wallace-Linie
  - Hottentottenlaufhühnchen (Turnix hottentotta), Afrika südlich der Sahara
  - Rotnacken-Laufhühnchen (Turnix tanki), Ost-, Süd- und Südostasien
  - Riesenlaufhühnchen (Turnix ocellata), Philippinen
  - Bindenlaufhühnchen (Turnix suscitator), Süd- und Südostasien
  - Schwarzkehl-Laufhühnchen (Turnix nigricollis), Madagaskar
  - Schwarzbrust-Laufhühnchen (Turnix melanogaster), Australien
  - Rotrücken-Laufhühnchen (Turnix castanota), Australien
  - Ockerbrust-Laufhühnchen (Turnix olivii), Australien
  - Buntlaufhühnchen (Turnix varius), Australien
  - Neukaledonien-Laufhühnchen (Turnix novaecaledoniae), Neukaledonien
  - Worcesterlaufhühnchen (Turnix worcesteri), Philippinen
  - Sumbalaufhühnchen (Turnix everetti), Sumba
  - Rotbrust-Laufhühnchen (Turnix pyrrhothorax), Australien
  - Zwerglaufhühnchen (Turnix velox), Australien
- Ortyxelos
  - Lerchenlaufhühnchen (Ortyxelos meiffrenii), Sahelzone Afrikas

## Menschen und Laufhühnchen
Für den Menschen hatten Laufhühnchen selten größere Bedeutung. Vor allem in Südasien wurden sie neben anderen Vögeln gejagt und gegessen. In Südostasien werden die Weibchen manchmal zu Schaukämpfen abgerichtet (daher der Name „Kampfwachteln“).
Die meisten Arten sind häufig und nicht bedroht. Die IUCN führt drei Arten in einer Gefährdungskategorie: das Ockerbrust-Laufhühnchen als stark gefährdet, Sumba- und Schwarzbrust-Laufhühnchen als gefährdet.